# Оберхаллау
Оберхаллау (нем. Oberhallau) — коммуна в Швейцарии, в кантоне Шаффхаузен. 
Население составляет 418 человек (на 31 декабря 2006 года). Официальный код — 2972.